# Кауаї (округ, Гаваї)
Шаблон:StateAbbr_ 22°04′00″ пн. ш. 159°39′00″ зх. д. / 22.066666666667° пн. ш. 159.65° зх. д.
Округ  Кауаї (англ. Kauai County) — округ (графство) у штаті  Гаваї, США. Ідентифікатор округу 15007. Розміщений на островах: Кауаї та Ніїхау, а також включає 2 невеликих острівки — Лехуа та Каула. Адміністративний центр — переписна місцевість Ліхуе.

## Історія
Округ утворений 1905 року.

## Демографія
За даними перепису 
2000 року 
загальне населення округу становило 58463 осіб, зокрема міського населення було 47351, а сільського — 11112.
Серед мешканців округу чоловіків було 29252, а жінок — 29211. В окрузі було 20183 домогосподарства, 14572 родин, які мешкали в 25331 будинках.
Середній розмір родини становив 3,34.
Віковий розподіл населення поданий у таблиці:
| Стать    | До 15 років | 15-21 | 22-29 | 30-39 | 40-49 | 50-65 | 65-85 | Понад 85 |
| -------- | ----------- | ----- | ----- | ----- | ----- | ----- | ----- | -------- |
| Чоловіки | 6523        | 2843  | 2365  | 3926  | 4962  | 4961  | 3170  | 502      |
| Жінки    | 6150        | 2429  | 2375  | 4064  | 4944  | 4852  | 3868  | 529      |

## Суміжні округи
- Гонолулу — південний схід

## Виноски
1. ↑  U.S. Decennial Census. United States Census Bureau. Архів оригіналу за 26 квітня 2015. Процитовано 28 червня 2014.
2. ↑  Historical Census Browser. University of Virginia Library. Архів оригіналу за 11 серпня 2012. Процитовано 28 червня 2014.
3. ↑  Population of Counties by Decennial Census: 1900 to 1990. United States Census Bureau. Архів оригіналу за 6 серпня 2013. Процитовано 28 червня 2014.
4. ↑  Census 2000 PHC-T-4. Ranking Tables for Counties: 1990 and 2000 (PDF). United States Census Bureau. Архів оригіналу (PDF) за 18 грудня 2014. Процитовано 28 червня 2014.
5. ↑  State & County QuickFacts. United States Census Bureau. Архів оригіналу за 5 серпня 2011. Процитовано 28 червня 2014.(англ.) Наведено за англійською вікіпедією.
6. ↑  American FactFinder. Бюро перепису населення США. Архів оригіналу за 29 липня 2011. Процитовано 31 січня 2008.

| США | Це незавершена стаття з географії США. Ви можете допомогти проєкту, виправивши або дописавши її. |